# Сараево (Башкортостан)
Сараево (баш. Һарай) — село в Трунтаишевском сельсовете Альшеевского района Республики Башкортостан России.

## История
До 2008 года — административный центр упразднённого Сараевского сельсовета (Закон Республики Башкортостан от 19.11.2008 № 49-з «Об изменениях в административно-территориальном устройстве Республики Башкортостан в связи с объединением отдельных сельсоветов и передачей населённых пунктов»).

## Население
| 2002 | 2009 | 2010 |
| ---- | ---- | ---- |
| 462  | ↘438 | ↘342 |

Историческая численность населения: в 1795 в 26 дворах проживало 166 человек; в 1865 в 96 дворах — 596 чел.; 1906—1288 чел.; 1920—1608; 1939—1378; 1959—1049; 1989—552; 2002—462; 2010—342
Национальный состав
Согласно переписи 2002 года, преобладающая национальность — татары (77 %).

## Географическое положение
Расположено на р. Курсак.
Расстояние до:
- районного центра (Раевский): 35 км,
- ближайшей железнодорожной станции (Раевка): 35 км.

## Инфраструктура
Есть детсад, фельдшерско-акушерский пункт, клуб, библиотека.

## Религия
В селе есть мечеть.